# Mirinda
Mirinda este o băutură răcoritoare carbogazoasă. A fost inițial produsă în Spania și începând cu anul 1970, este produsă și îmbuteliată de compania PepsiCo. Este vândută în magazine, restaurante și automate. Cea mai cunoscută aromă este cea de portocale, dar se mai comercializează și cu arome precum grapefruit, struguri, lămâie, etc.
Cuvântul mirinda înseamnă 'minunată' în limba esperanto. 

## Legături externe
- Site web oficial